# Acta Chimica Slovenica
Acta Chimica Slovenica (ACSi) je znanstvena revija, ki jo izdaja Slovensko kemijsko društvo od leta 1951. Revija svoje trenutno ime nosi od leta 1993, torej od 40. letnika naprej. Od leta 1996 naprej ima revija mednarodni uredniški odbor. Glavna urednica je Ksenija Kogej, pred njo je položaj zasedal Aleksander Pavko, pred njim pa Janez Košmrlj.
Med znanstvenimi revijami, ki izhajajo v Sloveniji, ima ACSi najvišji faktor vpliva (1,104 za leto 2017), v njej pa objavljajo tako domači kot tuji kemiki z različnih strokovnih področij.  

## Zgodovina revije
Acta Chimica Slovenica, revija Slovenskega kemijskega društva, je bila ustanovljena leta 1951 kot Kemijski zbornik, ko je njen urednik bil Igor Belič. Leta 1954 so se člani uredniškega odbora odločili za objavo Vestnika Slovenskega kemijskega društva. V naslednjih petindvajsetih letih so številke Vestnika izhajale le občasno, pogosto z daljšimi zamudami. V tem času sta uredniško mesto zasedala Marcel Žorga in Rajko Kavčič. Leta 1978 se je novo uredništvo pod vodstvom Draga Kolarja odločilo, da bo Vestnik izhajal štirikrat letno, v njem pa bodo objavljeni tudi pregledni članki in prepisi predavanj na simpozijih Slovenskega kemijskega društva. Po osamosvojitvi Slovenije in s tem ločitvi od matične Documente Chemice Yugoslavice je slovenska kemijska družba s predlogom uredniškega odbora spremenila naziv revije v Acta Chimica Slovenica (ACSi).
Številke ACSi od leta 1998 naprej, ko je začela izhajati tako v tiskani kot elektronski obliki, so prosto dostopne na spletu.